# 普纳哈纳
普纳哈纳（Punahana），是印度哈里亚纳邦Gurgaon县的一个城镇。总人口13178（2001年）。

## 人口
该地2001年总人口13178人，其中男性6887人，女性6291人；0—6岁人口2798人，其中男1474人，女1324人；识字率52.61%，其中男性为63.37%，女性为40.84%。